# Витаново
Витаново е резерват в природен парк Странджа в България.

## Основаване и статут
Резерватът е обявен със Заповед № 1113/3 декември 1981 година на Комисията за опазване на природната среда при Министерския съвет и е с площ 1112,4 хектара.

## Местонахождение
Намира се на девет километра от Малко Търново и на пет от село Бръшлян.

## Флора
На територията му се срещат 462 вида висши растения, 421 вида тревисти растения, 26 реликти и 9 балкански ендемити. Характерни за флората на резервата са горите от източен бук и източен горун, благун, обикновен габър и цер.

## Фауна
В миналото вероятно е имало мечки, ако се съди по имената на местностите: Мечи дол, Мечкобиево, Мечовите поляни, р. Голям мечи дол, р. Малък мечи дол.

## Природни забележителности
Природни забележителности са карстовите извори и пещерите. Добре проучена е Братановата пещера. През 50-те години 20 век в района е имало масова сеч с цел прекарване на железопътна линия.